# Cantó de Banon
El cantó de Banon és un cantó francès del departament dels Alps de l'Alta Provença, situat al districte de Forcauquier. Té 9 municipis i el cap és Banon.

## Municipis
- Banon
- L'Espitalet
- Montsalier
- Redortiers
- Revèst dei Damas
- Revèst d'Aubion
- La Ròchagiron
- Saumana
- Sumiana

## Història
| Data d'elecció                           | Identitat         | Partit           | Qualitat |
| ---------------------------------------- | ----------------- | ---------------- | -------- |
| 1961-1985                                | Héloïs Castor     | FGDS, després PS |          |
| 1985-                                    | Jean-Louis Adrian | PS               |          |
| les dades anteriors no són pas conegudes |                   |                  |          |
|                                          |                   |                  |          |

| 1962  | 1968  | 1975  | 1982  | 1990  | 1999  | 2006  |
| ----- | ----- | ----- | ----- | ----- | ----- | ----- |
| 1.895 | 2.428 | 2.143 | 2.393 | 2.413 | 2.486 | 2.874 |